# Anne-Marie Gentily
Anne-Marie Gentily née Berthe Anna Augustine Pédenau le 12 juin 1882 à Neuville (Vienne) et morte le 24 mai 1972 dans le 10e arrondissement de Paris est une personnalité française, première femme assesseur d'un juge au tribunal pour enfants, fondatrice et première grande maitresse de la 1re obédience maçonnique exclusivement féminine d'Europe, la Grande Loge féminine de France.

## Biographie
Anne-Marie Pedeneau-Gentily est avant la Seconde Guerre mondiale secrétaire au contentieux au tribunal pour enfants de Paris, puis devient la première femme assesseur d'un juge.
Figure emblématique et pionnière de la franc-maçonnerie féminine, elle est initiée en 1925 dans la loge d'adoption « La Nouvelle Jérusalem » appartenant à la Grande Loge de France, elle est élevée à la maîtrise en 1927. Elle fait partie des fondatrices de la loge d'adoption « Minerve » dont elle est la première vénérable maitresse de 1931 à 1937, puis vénérable maitresse d'honneur. Loge où elle rencontre Maxime Gentily qui devient sont mari.
En 1935, le convent de la Grande Loge de France, sans avoir consulté les sœurs de ses loges d'adoption, propose à la demande du grand maître Louis Doignon, d'octroyer l'autonomie la plus complète aux loges d'adoption et les « invite fraternellement » à créer leur obédience exclusivement féminine. Les sœurs, n'étant pas prêtes à cet instant pour une telle création, obtiennent le statu quo. Elles créent une commission  d'étude pour préparer leur indépendance. Le Congrès annuel des loges  d'adoption créé en 1926 et fonctionnant de manière officieuse, est officialisé en 1936 et placé sous la présidence conjointe de Louis Doignon et d'Éliane Brault. Un grand secrétariat du congrès est créé, Anne-Marie Gentily est élue première présidente. En 1937, le 1er congrès officiel qu'elle préside également, s'apparente à un premier convent ou huit loges sont présentes.
La Seconde Guerre mondiale met un terme à toutes activités maçonniques, de confession juive, elle rejoint en 1940 la zone libre avec son mari. Dans cette période, elle participe à la résistance française dans le mouvement Libérer et Fédérer à Lamagistère dans le Tarn-et-Garonne.
À l'issue de la guerre, elle fait partie des huit sœurs qui constituent le « Comité de reconstruction » qui réussit à réactiver cinq loges autour de 90 sœurs environ. Elle rencontre le 26 juin 1945, avec Suzanne Galland et Germain Rheal le grand maitre de la GLDF, Dumesnil de Gramont, avec qui elles négocient les conditions de l'indépendance. Le conseil fédéral de la Grande Loge de France leur accorde les moyens financiers et techniques nécessaires à la création d'une obédience féminine. Le 1er octobre 1945, se tient l’assemblée générale fondatrice de l'« Union maçonnique féminine de France » ou elle est élue présidente de séance à l'unanimité. Un conseil supérieur voit le jour au cours de l'assemblée sur lequel va se bâtir la future franc-maçonnerie féminine, elle est élue 1er grande maitresse de la nouvelle obédience. Pleinement engagée dans la construction et le développement de l'obédience, elle fait partie des pionnières qui ont largement contribué à l'émergence d'un ordre initiatique féminin abouti et indépendant qui prend finalement  en 1952 le nom de Grande Loge féminine de France. Elle est également reçue dans les hauts grades maçonniques du Rite écossais ancien et accepté à la suite de l'adoption définitive de celui-ci en 1959. Elle obtient son 33e degré et ultime grade du rite en 1970, elle fait partie des neuf premiers membres du Suprême Conseil féminin de France.